# Cognició

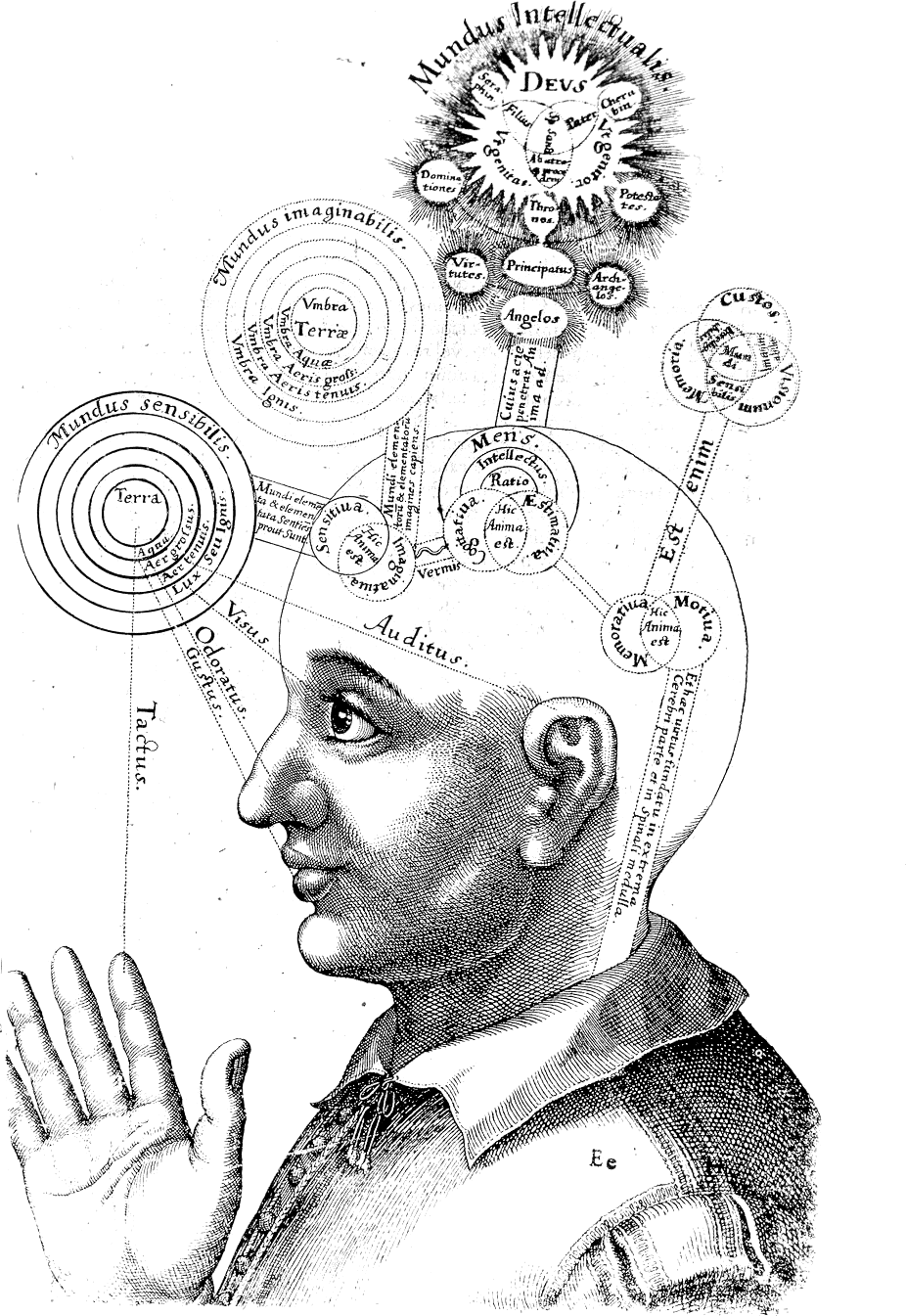
Un model cognitiu il·lustrat per Robert Fludd (1619)

El concepte de cognició (del llatí: cognoscere, 'conèixer') és el conjunt de processos intel·lectuals pels quals un ésser humà adquireix informació sobre l'entorn i l'elabora per mitjà de la percepció, el record, la imaginació, la comprensió, el judici o el raonament. Fa, doncs, referència a l'aptitud dels individus de processar informació a partir de la percepció, el coneixement adquirit i característiques subjectives que permeten valorar i considerar certs aspectes en detriment d'altres.
Aquesta capacitat dels éssers humans de processar la informació, a partir dels estímuls que ens arriben del món exterior, el coneixement adquirit amb l’experiència i les característiques subjectives ens permeten valorar i interpretar el món. Les funcions cognitives més importants són l'orientació, l’atenció, el llenguatge, la memòria, les gnòsies, la praxis i les funcions executives.
Els processos cognitius poden ser naturals o artificials, conscients o inconscients, la qual cosa explica per què s'ha abordat el seu estudi des de diferents perspectives, incloent-hi la neurologia, psicologia, filosofia i ciències de la informació com ara la intel·ligència artificial i la gestió del coneixement.
La cognició està íntimament relacionada amb conceptes abstractes com ara ment, percepció, raonament, intel·ligència, aprenentatge, imaginació i molts d'altres que descriuen nombroses capacitats dels éssers superiors encara que aquestes característiques també les puguin compartir algunes entitats no biològiques, segons ho proposa la intel·ligència artificial.
En les primeres etapes de desenvolupament del concepte, es creia que la cognició era una característica només humana, però amb el desenvolupament de l'etologia i la intel·ligència artificial es debat la validesa de tal argumentació.
En psicologia i intel·ligència artificial, el concepte es refereix a les funcions, processos i estats mentals d'agents intel·ligents, amb un enfocament particular en processos com ara comprensió, inferència, presa de decisions, planificació i aprenentatge. La investigació en el camp aborda capacitats dels agents/sistemes com ara l'abstracció, generalització, concreció/especialització i metaraonament, en els quals s'involucren conceptes subjectius com ara les creences, coneixement, estats mentals i preferències.
El concepte de cognició és àmpliament utilitzat per a significar l'acte de conèixer o coneixement, i pot ser definit, en un sentit cultural o social, com el desenvolupament emergent de coneixement dins d'un grup que culmina amb la sinergia del pensament i l'acció.

## Precedents
Tot i que el mot "cognitiu" es remunta al segle xv, l'atenció als processos cognitius es va produir divuit segles abans, amb el filòsof grec Aristòtil (384-322 aC) que  va mostrar interès en el funcionament intern de la ment i com afecta a l'experiència humana. Aristòtil va centrar-se en àrees cognitives relacionades amb la memòria, la percepció i les imatges mentals. Va donar gran importància a assegurar que els seus estudis es basaven en l'evidència empírica, és a dir, la informació científica que es recull a través de l'observació i l'experimentació curosa i exigent.
Dos mil·lennis després, el treball de base per als conceptes moderns de cognició va ser establert durant la Il·lustració per pensadors com John Locke i Dugald Stewart que van tractar de desenvolupar un model de la ment on les idees eren adquirides, recordades i manipulades.
A principis del segle XIX, els models cognitius es van desenvolupar en dos camps: en filosofia -especialment per autors que escriuen sobre la filosofia de la ment- i en medicina, especialment en metges que volen curar la bogeria. A Gran Bretanya, aquests nous models van ser estudiats per James Sully al University College de Londres i, fins i tot, van ser utilitzats en la Llei d'Educació Primària nacional de 1870.

## Primers estudis psicològics
A partir del darrer terç del segle XIX, la psicologia, com a ciència que estudia els individus, comença a realitzar estudis sobre la cognició humana amb autors com Wilhelm Wundt, Hermann Ebbinghaus, Mary Whiton Calkins i William James.
Wilhelm Wundt (1832–1920) va emfatitzar la noció de la introspecció, és a dir, examinar els sentiments interns d'un individu. Amb la introspecció, el subjecte havia de descriure els seus sentiments de la manera més objectiva possible; així Wundt podia trobar la informació científica. Amb tot, els psicòlegs posteriors van trobar que els mètodes de Wundt eren massa subjectius i opten per procediments més objectius d'experimentació per arribar a conclusions sobre el procés cognitiu humà.
Hermann Ebbinghaus (1850–1909) va realitzar estudis cognitius sobre la funció i la capacitat de la memòria humana. Ebbinghaus va desenvolupar un experiment pioner en el qual va construir més de 2.000 síl·labes fetes de mots inexistents (per exemple, 'EAS'). Després va examinar la seva capacitat per aprendre'ls. Va triar intencionalment paraules buides de significat en lloc de paraules reals per controlar la influència de l'experiència preexistent sobre el que les paraules podrien simbolitzar. Ebbinghaus va observar i hipotetitzar les variables que podien haver afectat la capacitat d'aprendre i recordar les no paraules que va crear. Va concloure experimentalment que existeix l'anomenada corba d'aprenentatge, és a dir que allò que s'aprèn s'accelera al principi, augmenta a poc a poc i es pot mantenir si hi ha repeticions de les dades, perquè si no cau en l'oblit. També va avançar el concepte d'aprenentatge significatiu, en veure que connectant patrons sil·làbics amb paraules ja conegudes es memoritzaven més de pressa.
Mary Whiton Calkins (1863–1930) va ser una influent pionera nord-americana en l'àmbit de la psicologia. El seu treball també es va centrar en la capacitat de memòria humana. Una teoria comuna, anomenada efecte de recència, es pot atribuir als estudis que va dur a terme. L'efecte de recència és la tendència a recordar millor els últims elements d'una llista. La teoria de Calkins està estretament relacionada amb els estudis i les conclusions dels experiments de memòria realitzats per Hermann Ebbinghaus. Val a dir que el mot recència és un cultisme del llatí (recentia) que no està encara recollit en català, però és un cultisme adaptat correctament, tal com han fet altres llengües: recency (en anglès), récence (en francès), etc.
William James (1842–1910) és una altra figura fonamental en la història de la ciència cognitiva. James estava molt descontent amb l'èmfasi de Wundt en la introspecció i l'ús d'estímuls sense sentit d'Ebbinghaus. Per això va optar per centrar-se en l'experiència de l'aprenentatge humà en la vida quotidiana i la seva importància per a l'estudi de la cognició i va examinar aspectes de la cognició com la percepció, la memòria, el raonament i l'atenció en la publicació de Principis de psicologia, Aquests llibre va esdevenir durant anys una obra de referència per a universitats i professionals, ja que va iniciar el reconeixement de la psicologia com a disciplina autònoma de la filosofia, i va definir-la "com la ciència de la vida mental, tant en seus fenòmens com en les seves condicions. Els fenòmens són coses com les que anomenem sensacions, desitjos, cognicions, raonaments, decisions, etc."

## Psicologia cognitiva
La psicologia cognitiva o cognitivisme és la branca de la psicologia que estudia la cognició, és a dir, la capacitat que tenim d’obtenir informació del nostre entorn i d’interpretar-la. La cognició és possible gràcies als anomenats processos cognitius com la percepció, l’atenció, l’aprenentatge, la memòria... Aquesta branca de la psicologia té els seus fonaments en que el comportament d’un individu depèn dels estímuls que rep de l’entorn i de la seva forma de pensar i de percebre aquest entorn. Així doncs, els processos mentals individuals són fonamentals i influeixen en la manera de ser.

## Millorar la cognició

### Exercici físic
L'exercici aeròbic i anaeròbic té relació amb la millora cognitiva.  Segons alguns estudis sembla que a curt termini augmenta l'atenció, la memòria verbal i visual. No obstant això, els efectes són transitoris i disminueixen amb el temps, després de la finalització de l'activitat física.

### Complements dietètics
Els estudis que avaluen el fitoestrogen, els suplements de nabius i els antioxidants no van mostrar efectes significatius. En canvi, un estudi sobre els efectes dels suplements dietètics en la cognició durant la menopausa mostren que la soja i suplements de Ginkgo biloba podrien millorar la cognició de les dones.
Amb tot, una alimentació equilibrada ja aporta els nutrients necessaris, segons María José Alonso Osorio, professora de Ciències de la Salut a la UOC. Els suplements poden ser beneficiosos només quan l'alimentació és inadequada i no aporta els nutrients necessaris per al correcte funcionament del cervell, es pateix estrès o hi a una disminució de l'absorció de nutrients en la dieta per causes fisiològiques o per envelliment. Una bona alimentació per al cervell ha de ser una dieta rica en peix (preferiblement blau, que és el que aporta més àcids grassos omega-3), fruits i llavors seques, fruita, verdura, llegums i cereals integrals i oli d'oliva mentre que cal limitar al màxim els greixos saturats i l'alcohol. En canvi, les vitamines del grup B, els àcids grassos omega-3, les vitamines E i C, els carotens, els polifenols de certes plantes i minerals com zinc, seleni i magnesi poden tenir un paper beneficiós en la prevenció de la neurodegeneració i podrien reduir el dany neuronal produït pels radicals lliures en el cos quan no hi ha suficients antioxidants per eliminar-los. També la ingesta equivocada o excessiva de suplements pot provocar just l'efecte advers, ja que poden interactuar i ser perjudicials. . Un estudi recopilatori va concloure que les persones que segueixen una dieta mediterrània tenien una millor funció cognitiva.

### Estimulació social
L'exposició d'individus amb deteriorament cognitiu a activitats quotidianes dissenyades per estimular el pensament i la memòria en un entorn social semblen millorar la cognició. Tot i que els materials d'estudi són petits, i caldrà confirmar els resultats, l'efecte de l'estimulació cognitiva social sembla ser més gran que els efectes d'alguns tractaments farmacològics.

### Estimulació magnètica transcranial
L'estimulació magnètica transcranial, coneguda per les seves sigles en anglès TMS (Transcranial magnetic stimulation) és una forma no invasiva d'estimulació cerebral. Hom empra un camp magnètic per induir un corrent elèctric en una àrea específica del cervell mitjançant la inducció electromagnètica. Aquest model ha demostrat que millora la cognició en individus sense demència un mes després de l'inici de la sessió de tractament en comparació amb abans del tractament. Amb tot l'efecte no va ser significativament més gran en comparació amb el placebo.
La TMS és un model que encara està en evolució, però sembla demostrat un potencial de diagnòstic i terapèutic al sistema nerviós central amb una gran varietat d'estats de malaltia en neurologia i salut mental.

## Camps relacionats
- Ciència cognitiva
- Estil cognitiu
- Lingüística cognitiva
- Neurociència cognitiva
- Neuropsicologia cognitiva
- Ontologia cognitiva
- Pedagogia
- Psicologia cognitiva